# Італійська асоціація компаній звукозапису
Італійська асоціація компаній звукозапису (італ. Federazione Industria Musicale Italiana, англ. Federation of the Italian Music Industry, FIMI) — асоціація, що є представником інтересів звукозаписної індустрії Італії.
Через велике зменшення продаж пісень на дисках, і збільшення у цифровому форматі, з 1 січня 2008 у чартах FIMI стали брати участь пісні, які офіційно мають цифровий формат, а також продаються на мобільних телефонах.
Сайт FIMI тільки недавно став підтримувати англійську версію.
1. ↑  https://www.lobbyfacts.eu/datacard/federazione-industria-musicale-italiana?rid=238010512218-41